# Wskaźnik zagrożenia piorunowego
Wskaźnik zagrożenia piorunowego – wskaźnik określający prawdopodobieństwo uderzenia pioruna w obiekt budowlany i wywołania w nim szkody. Wskaźnik ten wyznaczany jest z zależności:
{\displaystyle W=nmNAp,}
gdzie:
{\displaystyle m} – współczynnik charakteryzujący liczbę ludzi w obiekcie,
{\displaystyle n} – współczynnik charakteryzujący położenie obiektu,
{\displaystyle A} – powierzchnia równoważna zbierania wyładowania przez obiekt,
{\displaystyle N} – roczna gęstość powierzchniowa wyładowań piorunowych,
{\displaystyle p} – prawdopodobieństwo wywołania szkody przez wyładowanie piorunowe.
W zależności od obliczonego współczynnika W określa się stopień narażenia piorunowego według następujących kryteriów:
1. {\displaystyle W\leqslant 5\cdot 10^{-5}} – zagrożenie małe i ochrona odgromowa zbędna,
2. {\displaystyle 5\cdot 10^{-5}<W<10^{-4}} – zagrożenie średnie i ochrona odgromowa zalecana,
3. {\displaystyle W>10^{-4}} – zagrożenie duże i ochrona odgromowa konieczna.